# Piney Point (Maryland)
Piney Point es un lugar designado por el censo ubicado en el condado de Saint Mary en el estado estadounidense de Maryland. En el Censo de 2010 tenía una población de 864 habitantes y una densidad poblacional de 178,3 personas por km².

## Geografía
Piney Point se encuentra ubicado en las coordenadas 38°9′2″N 76°31′12″O / 38.15056, -76.52000. Según la Oficina del Censo de los Estados Unidos, Piney Point tiene una superficie total de 4.85 km², de la cual 3.96 km² corresponden a tierra firme y (18.33%) 0.89 km² es agua.

## Demografía
Según el censo de 2010, había 864 personas residiendo en Piney Point. La densidad de población era de 178,3 hab./km². De los 864 habitantes, Piney Point estaba compuesto por el 84.38% blancos, el 8.91% eran afroamericanos, el 0.58% eran amerindios, el 3.13% eran asiáticos, el 0.23% eran isleños del Pacífico, el 0% eran de otras razas y el 2.78% pertenecían a dos o más razas. Del total de la población el 2.43% eran hispanos o latinos de cualquier raza.